# Clara Novello
Clara Anastasia Novello (ur. 10 czerwca 1818 w Londynie, zm. 12 marca 1908 w Rzymie) – brytyjska śpiewaczka operowa, sopran.

## Życiorys
Córka Vincenta. Uczyła się muzyki w Londynie, a następnie w Paryżu w Institution de Musique Classique et Religieuse Alexandre’a-Étienne Chorona. Paryż opuściła w 1830 roku w związku z wybuchem rewolucji lipcowej. Debiutowała jako śpiewaczka koncertowa w Windsorze w 1832 roku, w tym samym roku śpiewała główną partię sopranową w trakcie angielskiej premiery Missa Solemnis D-dur Ludwiga van Beethovena. W 1837 roku na zaproszenie Felixa Mendelssohna śpiewała w sali Gewandhausu w Lipsku. Jej głosem zachwycony był Gioacchino Rossini, z którym przyjaźniła się do końca jego życia. W 1841 roku w Bolonii zadebiutowała jako śpiewaczka operowa w jego Semiramidzie. W 1843 roku poślubiła hrabiego Gigliucciego i na kilka lat zawiesiła swoją karierę sceniczną, po powrocie na scenę występowała w repertuarze operowym i oratoryjnym. W 1860 roku przeszła na emeryturę i osiadła na stałe w Rzymie.
Jej pamiętniki pt. Clara Novello’s Reminiscences zostały wydane pośmiertnie przez córkę w 1910 roku.